# Pietra di Granby

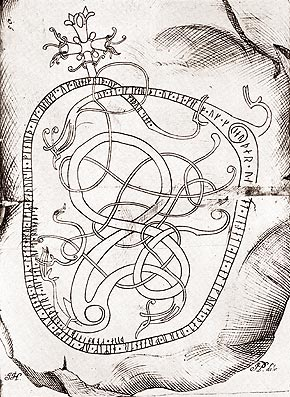
Disegno con vista a volo d'uccello della pietra di Granby.

La Pietra di Granby è una pietra runica, in questo caso un masso naturalmente sporgente dal terreno e inciso, risalente all'XI secolo e riportante l'iscrizione runica più lunga esistente nell'Uppland, Svezia. Fu realizzata in memoria di un padre, di una madre e di altra gente; inoltre viene citata una proprietà del padre.

## Traslitterazione in caratteri latini
+ hemik + uk + sialfi + uk + iohan + þeiR + lata hakua + eftR + faþur sin + finuiþ + uk + uarkas × uk × rahnfriþ + uk moþur sina + uk + at + ikikerþi + uk + at + kalf + uk + kiarþar + u- ...-at + (h)an ati ' ein × alt fyrst × þat × uaru × freantr þeia + koþ : hialbi + ant þaira + uiseti + risti × runa þisa

## Trascrizione in norreno
HæmingR ok Sialfi ok Iohan þæiR lata haggva æftiR faður sinn Finnvið, ok Vargas(?)/Varghôss(?) ok Ragnfriðr, ok moður sina, ok at Ingigærði ok at Kalf ok Gærðar o[k] <...-at>. Hann atti æinn allt fyrst. Þat vaRu frændr þæiRa. Guð hialpi and þæiRa. Viseti risti runaR þessaR.

## Traduzione in italiano
Hemingr e Sjalfi e Jóhan, essi hanno inciso (la pietra) in memoria del loro padre Finnviðr e Vargas(?)/Varghôss(?) e Ragnfríðr e la loro madre, e in memoria di Ingigerðr e in memoria di Kalfr e Gerðarr e ... Egli solo possedeva tutto all'inizio. Questi erano i suoi parenti. Dio possa aiutare la sua anima. Véseti  incise queste rune.

## Riferimenti
- Rundata
- L'articolo Runristare al Museo Nazionale Svedese di Antichità., su historiska.se (archiviato dall'url originale il 30 settembre 2007).
- Pagina con foto e informazioni alla Commissione Nazionale Svedese del Patrimonio., su kms.raa.se. URL consultato il 4 febbraio 2009 (archiviato dall'url originale il 18 aprile 2013).
- Una pagina con disegno al Museo della Contea di Stoccolma., su lansmuseum.a.se (archiviato dall'url originale il 5 novembre 2006).